# XIX. Nerszész Péter örmény katolikus pátriárka
XIX. Nerszész Péter örmény katolikus pátriárka (örményül: Ներսէս Պետրոս ԺԹ. Թարմունի) (Kairó, 1940. január 17. – Bejrút, 2015. június 25.) egyiptomi születésű keresztény püspök, 1999-től haláláig a Rómával egységben lévő örmény katolikus egyház pátriárkája.

## Élete
Kairóban született Pierre Taza néven 1940-ben. Szülei Elias Taza és Josephine Azouz. A család második fiúgyermekeként, de nyolc testvére között ötödiknek született. A középiskolát Kairóban a francia Keresztény Testvérek Intézetében (Frères des Ecoles Chrétiennes) végezte. 1958-tól a római XIII. Leó Örmény Kollégium szeminaristája és közben a Gregoriana Pápai Egyetemen filozófiát és teológiát tanult.
1965-ben Raphaël Bayan püspök szentelte pappá Kairóban. Pierre Taza atyaként 1965 és 1999 között szülőhazájában szolgált. A kairói örmény katolikus Gyümölcsoltó Boldogasszony székesegyház híveit szolgálta Hovannes Kasparian atyával, a későbbi XVIII. Hovannes Bedros katolikus pátriárkával. 1968-ban Heliopolis Szent Teréz egyházközségének lett a papja. 1990. február 18-án Hovannes Bedros az egyiptomi és szudáni örmény katolikusok Alexandriai egyházmegyéjének megyés püspökévé szentelte.
1992-től 1997-ig az egyiptomi katolikus ordinátus tagjaként, betöltötte az egyiptomi katolikus egyház lelkipásztori tanácsának főtitkári pozícióját. 1999-ben az örmény katolikus egyház püspökeinek szent szinódusa a katolikus örmények pátriárkájává és kilikiai katholikosszá választotta. 1999 októberében megválasztották az Örmény Katolikusok Kilikiai Házának tizenkilencedik katolikosz-pátriárkájává. Elődeihez hasonlóan kettős nevet választott, amelyből az egyik a szokásaiknak megfelelően a Péter lett. 1999. december 13-án megkapta őszentsége II. János Pál pápától az egyházi közösséget.
Az Örmény Katolikus Egyház Püspöki Szinódusának tagjaként betöltött beosztásai:
- a Patriarkális Pápai Kúria Püspöki Tanácsának tagja 1993-tól 1995.
- a Patriarkális Bizottság a Hivatásokért Elnöke 1993-tól 1995.
- az Állandó Szinódus tagja 1994-től 1999.

## Az örmény katolikus egyház élén
Támogatta az örmény katolikus iskolákat és egyházi kiadványokat. 2002 februárjában elküldte az első plébánost Moszkvába, annak érdekében, hogy új missziót kezdjen az örmény katolikusok között Oroszországban. Hivatalának ideje alatt rendszeresen tett lelkészi látogatásokat különböző országokban. Ezek közül kiemelkedik, hogy első örmény katolikus pátriárkaként 2006 júliusában ellátogatott Hegyi-Karabahba.
Eleget téve Erdő Péter bíboros meghívásának – melyet a budapesti örmény katolikus közösség kezdeményezett a magyar egyházi vezetőnél – 2015. május 21-én Magyarországra érkezett és pünkösd előestéjén, május 23-án örmény rítusú szentmisét mutatott be a budapesti Szent István-bazilikában, amelyen megemlékezett az örmény népirtás áldozatairól is. Személyében először látogatott örmény egyházfő Magyarországra. Szívinfarktusban hunyt el 2015. június 25-én Bejrútban.